# جنگل‌های خشک اتلانتیک
جنگل‌های خشک اتلانتیک (به پرتغالی: Florestas Secas da Mata Atlântica) یک منطقهٔ مسکونی و جنگل در برزیل است که در باهیا واقع شده‌است.